# The TurningOns
the TurningOns sind eine deutsche Britpop-Band aus Neumarkt in der Oberpfalz.

## Geschichte
Die Gründungsidee hatten Dominik Teubert (* 1986) und Daniel Mederer (* 1989) im Sommer 2006 auf dem Neumarkter Jura-Volksfest. Mederer konnte seinen Hot Fudge Music-Bandkollegen, den Bassisten Tobias Hilbert (* 1990) gewinnen, Teubert den Gauwailers-Schlagzeuger und Group66-Bandkollegen Wolfgang „Wolfi“ Lang.
Ziel war es, in dieser Formation mit Eigenkompositionen aufzutreten. Im Oktober 2006 wurden die ersten elf Demosongs aufgenommen. Ihr Bühnendebüt gab die Band am 12. Januar 2007 im Neumarkter New Berlin Club vor 500 Zuschauern. Am 9. Februar 2007 wurde der Titel Life Changes in der NewcomerShow von Bayern 3 präsentiert. Es folgten zunächst regionale Konzert- und Radioauftritte sowie Bandwettbewerbe im Kreis Neumarkt und Regensburg, schon bald auch überregional. Als musikalische Einflüsse gibt die Band bei BackstagePro unter anderem Arctic Monkeys, The Beatles, Coldplay, The Kooks, The Police, Razorlight, The Rolling Stones und The Strokes an. 2011 übernahm Leon Kopp (* 1993) die Rolle des Schlagzeugers. Er ist der Sohn des Buddy-&-the-Huddle-Gitarristen Roland Kopp. 2012 stieß als fünfter Mann Pianist Manuel Wagner von Crosscover hinzu.
Das 2013 offiziell herausgegebene Debütalbum wurde konsequent analog mit Equipment der 1960er Jahre aufgenommen. Joachim „Joe“ Brookes rezensierte in Rocktimes: „"Spinning Around" ist sympathisch, eine Platte mit Höhen und Tiefen, einem musikalischen Output, der eine solide Basis für weitere Projekte der Oberpfälzer sein wird und rundum einen akzeptablen Eindruck hinterlässt.“

## Sonstiges
Dominik Teubert und Daniel Mederer spielen unter anderem auch bei der Britpop-Band Atomic. Teubert war 2000 und 2001 Neumarkter Stadtjugendmeister (U20) im Schach, Mederer spielt auch Theater.

## Diskografie

### Alben
- 2006: Demo
- 2013: Spinning around (In Bloom Records / Rough Trade Distribution)

### EPs
- 2010: Something going on[13]

### Kompilationen
- 2012: straßenkreuzer elf[14]